# Florilegus tucumanus
Florilegus tucumanus är en biart som först beskrevs av Juan Brèthes 1910.  Florilegus tucumanus ingår i släktet Florilegus och familjen långtungebin. Inga underarter finns listade i Catalogue of Life.